# Афцелия
Афцелия (лат. Afzelia) — род подсемейства Цезальпиниевые семейства Бобовые. Все тринадцать видов рода представляют собой деревья, произрастающие в тропической Африке или Азии.
Род назван в честь шведского ботаника Адама Афцелиуса. В протологе Джеймс Эдвард Смит назвал Афцелиуса «знаменитым исследователей» из Уппсальской Академии, «учёнейшим ботаническим демонстратором».

## Виды
По информации базы данных The Plant List, род включает 12 видов:
- Afzelia africana Pers.
- Afzelia bella Harms
- Afzelia bipindensis Harms
- Afzelia bracteata Benth.
- Afzelia javanica (Miq.) J.Leonard
- Afzelia martabanica (Prain) J.Leonard
- Afzelia pachyloba Harms
- Afzelia parviflora (Vahl) Hepper
- Afzelia peturei De Wild.
- Afzelia quanzensis Welw.
- Afzelia rhomboidea (Blanco) S.Vidal
- Afzelia xylocarpa (Kurz) Craib

## Использование
Виды рода находят применение в первую очередь из-за своей древесины, однако некоторые виды имеют также медицинское значение. Древесина продаётся обычно под общим названием «доуссия» или «афцелия». На английском эту древесину иногда называют «pod mahogany», что ещё больше усиливает путаницу вокруг названия махагони.
Красивые красно-чёрные семена этих деревьев используют для изготовления бус.
Эта древесина часто применяется для покрытия велодромов.
Древесина растущей в Индокитае Afzelia xylocarpa не похожа на древесину других видов этого рода. Структура её волокон образует рисунок, схожий с крокодиловой кожей и продаётся как Afzelia xylay или «крокодилово дерево» (англ. crocodile wood). Семена и кора этого вида используются в медицинских целях.